# Pavonia hassleriana
Pavonia hassleriana är en malvaväxtart som beskrevs av Chod.. Pavonia hassleriana ingår i släktet påfågelsmalvor, och familjen malvaväxter. Inga underarter finns listade i Catalogue of Life.